# Marian Rejewski

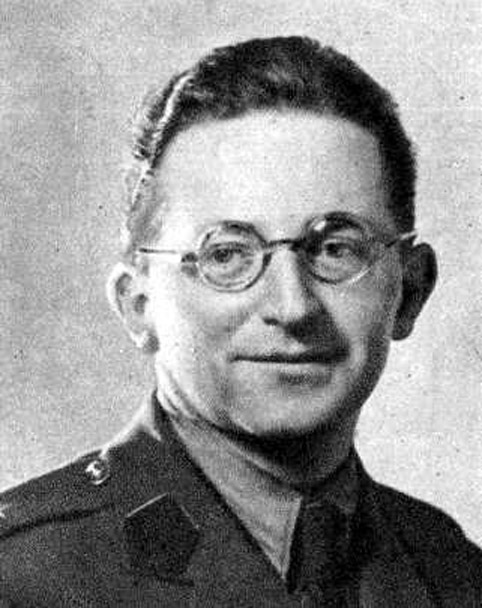
Marian Rejewski

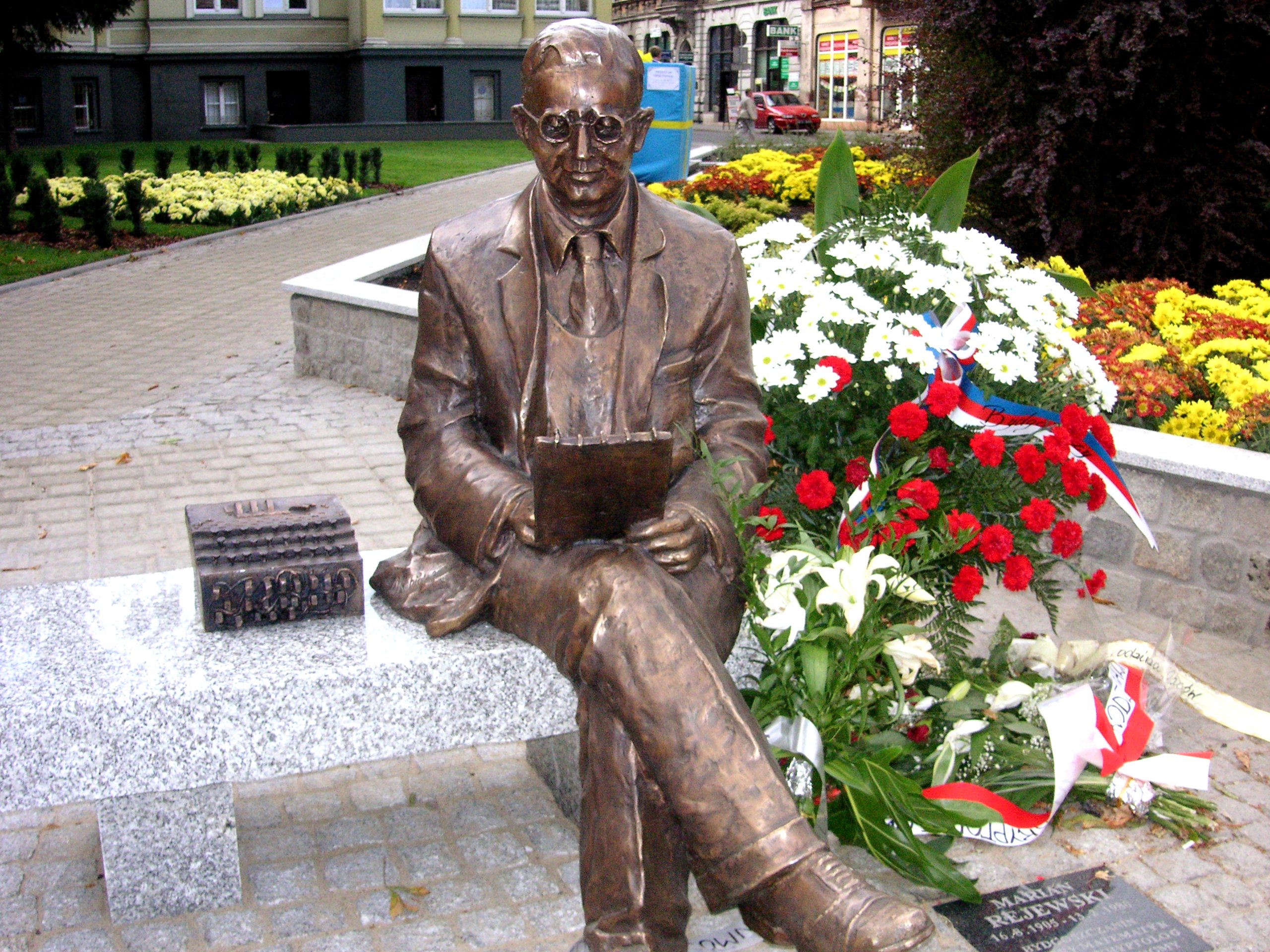
Marian Rejewski-monument in Bydgoszcz

Marian Adam Rejewski (Bromberg, 16 augustus 1905 – Warschau, 13 februari 1980) was een Pools wiskundige.
Rejewski werd geboren in het destijds Duitse Bromberg (nu: Bydgoszcz, Polen). Hij begon zijn carrière als docent aan de Adam Mickiewicz-Universiteit in Poznań. Vanaf 1932 werkte hij regelmatig voor het Biuro Szyfrów, het cryptografisch bureau van de Poolse militaire inlichtingendienst. Daar slaagde hij er rond de jaarwisseling van 1932 naar 1933 als eerste in om berichten die vercijferd waren met de Duitse Enigma-machine te ontcijferen.
Bij de Duitse inval in Polen werd de informatie over het breken van Enigma overgedragen aan Franse en Britse inlichtingendiensten. Rejewski vluchtte naar Frankrijk waar hij zijn werk als codebreker voortzette. Na de val van Frankrijk vluchtte hij naar Engeland, maar werd verrassend genoeg nooit aangeworven door de Britse codebrekers in Bletchley Park.
Na de oorlog keerde hij terug naar Polen, waar hij een boek schreef over het breken van Enigma.
Enkele jaren voor zijn dood brak Marian Rejewski op verzoek van het Józef Piłsudski Institute of America de versleuteling van de correspondentie van Józef Piłsudski en zijn Poolse socialistische samenzweerders van 1904.
Op 12 augustus 1978, anderhalf jaar voor zijn dood, ontving hij het officierskruis van de Orde Polonia Restituta.